# Amine Bannour
Amine Bannour (arabisch أمين بنور; * 21. Februar 1990 in Mahdia) ist ein tunesischer Handballspieler, der zumeist auf Rückraum Rechts eingesetzt wird.
Der 1,97 m große und 90 kg schwere Linkshänder begann seine Profikarriere 2010 in Tunis beim Club Africain, mit dem er 2011 den tunesischen Pokal und 2012 die arabische Champions League gewann. In der CAHB Champions League wurde er 2013 Dritter. Für den Super Globe 2012 wurde er an den saudi-arabischen Mudhar Club ausgeliehen, 2013 an den tunesischen Verein Étoile Sportive du Sahel. In Saison 2017/18 lief er für den französischen Erstligisten Chambéry Savoie HB auf. Ab dem Sommer 2018 bis Sommer 2022 stand er beim rumänischen Verein CS Dinamo Bukarest unter Vertrag. Mit Dinamo Bukarest gewann er 2019, 2021 und 2022 die rumänische Meisterschaft sowie 2020, 2021 und 2022 den rumänischen Pokal. Beim IHF Super Globe 2022 lief er für Mudhar HC auf.
Mit der tunesischen Juniorenauswahl gewann Bannour bei der U-21-Weltmeisterschaft 2011 die Bronzemedaille. Im gleichen Jahre errang er bei den Panarabischen Spielen erneut Bronze.
Mit der Tunesischen A-Nationalmannschaft gewann er den Karpatenpokal 2010 und die Handball-Afrikameisterschaft 2012, bei der er zum besten rechten Rückraumspieler gewählt wurde. Er nahm an den Olympischen Spielen 2012, den Olympischen Spielen 2016 und der Weltmeisterschaft 2013 teil. Bei der Afrikameisterschaft 2014 gewann er Silber. Bis Mitte Dezember 2022 bestritt er 169 Länderspiele, in denen er 540 Tore erzielte. 2018 gewann er nochmals mit Tunesien die Afrikameisterschaft.